# Handijan
Hendījān o Handījān (farsi هندیجان) è il capoluogo dello shahrestān di Handijan, circoscrizione Centrale, nella provincia del Khūzestān. Aveva, nel 2006, una popolazione di 25.100 abitanti.